# Jérémy Guillemenot
Jérémy Guillemenot (Ginevra, 6 gennaio 1998) è un calciatore svizzero, attaccante del Servette.

## Carriera

### Club
Ha giocato nelle massime serie svizzera e austriaca.

### Nazionale
Ha vestito le maglie di tutte le nazionali giovanili svizzere, dall'Under-15 all'Under-21. Con quest'ultima ha preso parte al Campionato europeo Under-21 2021.

## Palmarès

### Club

#### Competizioni nazionali
- Coppa Svizzera: 1

Servette: 2023-2024